# Flamengo Foot-Ball Club
O Flamengo Foot-Ball Club foi um clube de futebol sediado em Fortaleza. Foi bi-campeão da Segunda Divisão do Campeonato Cearense nos anos de 1936 e 1939.

## Títulos
- Campeonato Cearense - Série B: 2 (1936 e 1939)